# Aldo Tonti

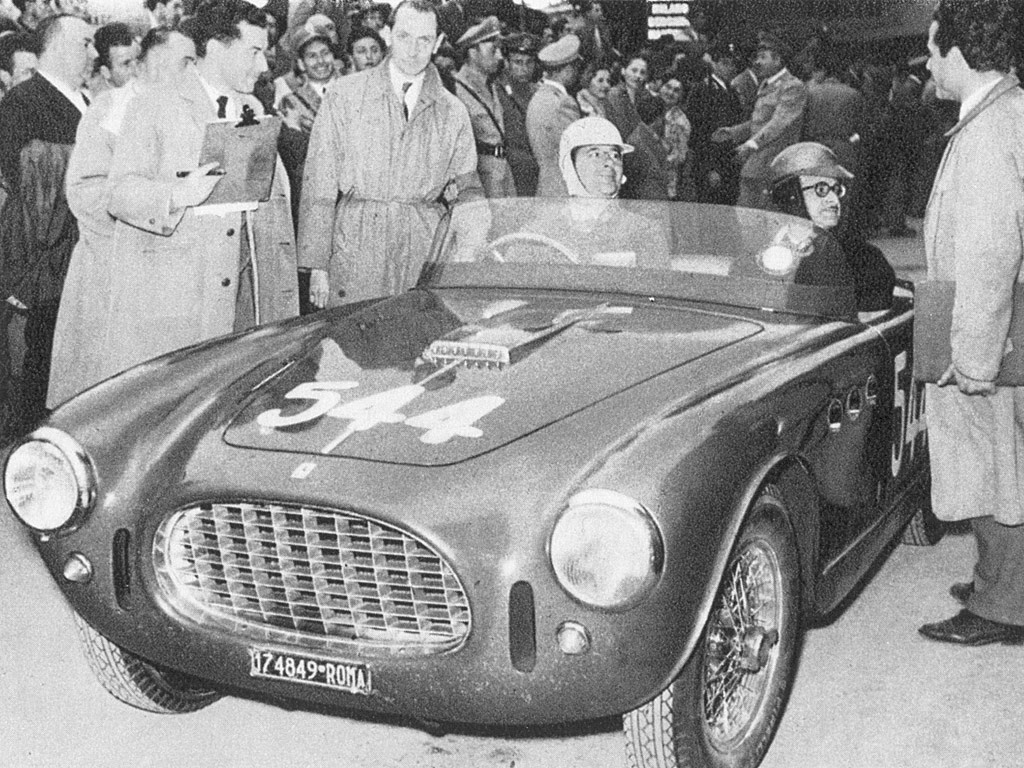
Aldo Tonti als Beifahrer von Roberto Rossellini im Ferrari 250MM bei der Mille Miglia 1953

Aldo Tonti (* 2. März 1910 in Rom; † 7. Juli 1988 in Marino) war ein italienischer Kameramann.

## Biografie
Nach dem Besuch einer Gewerbeschule arbeitete Tonti als Pressefotograf. 1934 begann seine Arbeit im Filmbereich, zunächst als Kameraassistent und Standfotograf. 1938 begann Tonti dann als Chefkameramann, meist in wenig beachteten Unterhaltungsfilmen, aber auch in dem Propagandafilm Bengasi. Nach seinem Engagement bei Luchino Viscontis Ossessione wurde er ein gefragter Kameramann des Neorealismus und zählte in den 1950er Jahren zu den gefragtesten Kameramännern Italiens und arbeitete mit Regisseuren wie Federico Fellini, Roberto Rossellini oder King Vidor zusammen. Mehr und mehr arbeitete er an trivialen Filmen, die zur Massenunterhaltung produziert wurden. Gegen Ende seiner Karriere arbeitete Tonti dann vermehrt bei englischsprachigen Filmen mit.

## Filmografie (Auswahl)
- 1935: Odette
- 1938: Sotto la croce del sud
- 1939: Abuna Messias
- 1940: Cuori nella tormenta
- 1940: Sabotage auf der Esperanza (Il pirata sono io!)
- 1942: Bengasi
- 1942: La donna è mobile
- 1943: Besessenheit (Ossessione)
- 1947: Wie ich den Krieg verlor (Come persi la guerra)
- 1947: Das Verbrechen des Giovanni Episcopo (Il delitto di Giovanni Episcopo)
- 1948: Amore
- 1948: Ohne Gnade (Senza pietà)
- 1950: Süßer Reis (L’inafferrabile 12)
- 1953: Die Sieben vom Großen Bären (I sette dell'Orsa maggiore)
- 1954: Orientexpress (Orient Express)
- 1957: Die Nächte der Cabiria (Le Notti di Cabiria)
- 1959: Indien, Mutter Erde (India – मातृ भूमि – Matri Bhumi)
- 1960: Der Bucklige von Rom (Il gobbo)
- 1960: Im Land der langen Schatten (Ombre bianche)
- 1960: Unter zehn Flaggen (Sotto dieci bandiere)
- 1961: Barabbas (Barabbà)
- 1963: Kali Yug: Die Göttin der Rache (Kali Yug, la dea della vendetta)
- 1963: Kali Yug, 2. Teil: Aufruhr in Indien (Il mistero del tempio indiano)
- 1963: Amore in Stockholm (Il diavolo)
- 1964: Sklaven heute – Geschäft ohne Gnade (Le schiave esistono ancora)
- 1965: Casanova ’70
- 1966: Der Schatten des Giganten (Cast a Giant Shadow)
- 1966: Unser Boß ist eine Dame (Operazione San Gennaro)
- 1966: Unser Mann in Rio (Se tutte le donne del mondo)
- 1967: Spiegelbild im goldenen Auge (Reflections in a Golden Eye)
- 1970: Brancaleone auf Kreuzzug ins Heilige Land (Brancaleone alle crociate)
- 1970: Brutale Stadt (Città violenta)
- 1970: Die Höllenhunde (La spina dorsale del diavolo)
- 1971: Der Todesengel (La vittima designata)
- 1972: Halleluja… Amigo (Si può fare… amigo!)
- 1972: Die Valachi Papiere (Carteggio Valachi)
- 1973: Le guerriere dal seno nudo
- 1974: Zwei Fäuste des Himmels (Tough Guys)
- 1975: Der Graf von Monte Christo (The Count of Monte-Cristo)
- 1976: Die Frau am Fenster (Une femme à sa fenêtre)
- 1976: L’Italia s’è rotta
- 1976: Quelle strane occasioni
- 1978: Quando c’era lui…caro lei!
- 1979: Ashanti